# Jazzmatazz, Vol. 4: The Hip-Hop Jazz Messenger: Back to the Future
Albums de Guru
Version 7.0: The Street Scriptures
(2005) Guru's Jazzmatazz: The Timebomb Back to the Future Mixtape
(2007)
Jazzmatazz, Vol. 4: The Hip-Hop Jazz Messenger: Back to the Future est le sixième album studio de Guru, sorti le 5 juin 2007.
Quatrième de la série Jazzmatazz, l'album s'est classé 20e au Top Independent Albums et 45e au Top R&B/Hip-Hop Albums.

## Liste des titres
| No  | Titre                                                            | Contient un (des) sample(s) de                                         | Durée |
| --- | ---------------------------------------------------------------- | ---------------------------------------------------------------------- | ----- |
| 1.  | Cuz I'm Jazzy (featuring Slum Village)                           |                                                                        | 3:00  |
| 2.  | State of Clarity (featuring Common et Bob James)                 | Night Crawler de Bob James Electric Relaxation de A Tribe Called Quest | 3:31  |
| 3.  | Stand Up (Some Things'll Never Change) (featuring Damian Marley) | Apache de l'Incredible Bongo Band                                      | 3:36  |
| 4.  | Look to the Sun                                                  |                                                                        | 3:26  |
| 5.  | Connection (featuring Kem)                                       |                                                                        | 3:24  |
| 6.  | Fine and Free (featuring Vivian Green)                           | Summer Breeze de Seals & Crofts                                        | 3:25  |
| 7.  | Wait on Me (featuring Raheem DeVaughn)                           |                                                                        | 3:05  |
| 8.  | International (featuring Bobby Valentino)                        | Mom d'Earth, Wind & Fire                                               | 4:09  |
| 9.  | This Is Art (featuring Ronnie Laws)                              |                                                                        | 2:21  |
| 10. | Fly Magnetic (featuring Dionne Farris)                           |                                                                        | 3:01  |
| 11. | The Jazz Style (featuring Omar)                                  | Get Out of My Life de Joe Williams featuring The Jazz Orchestra        | 3:41  |
| 12. | Follow the Signs (featuring Shelley Harland)                     |                                                                        | 4:34  |
| 13. | Universal Struggle (featuring Brownman)                          |                                                                        | 3:32  |
| 14. | Infinite (featuring Blackalicious)                               | Summer Madness de Kool & The Gang                                      | 3:11  |
| 15. | Kissed the World (featuring Caron Wheeler)                       | Georgy Porgy de Toto                                                   | 3:41  |
| 16. | Living Legend (featuring David Sanborn)                          |                                                                        | 4:30  |